# Sultanum Begum
Sultanum Begum (ca. 1516 – 1593) foi rainha consorte safávida de 23 de maio de 1524 a 25 de maio de 1576 como primeira esposa e consorte principal do xá Tamaspe I. Ela foi mãe do sucessor de seu marido, Ismail II, e Maomé Codabanda, que reinou de 1578 até sua derrocada em 1587.

## Vida
Sultanum Begum foi filha de Muça Sultão ibne Issa Begue Muçulu (Baianduri), da Confederação do Cordeiro Branco, governador do Azerbaijão. Sultanum pertenceu à tribo turcomana Maucilu como a mãe de Tamaspe, Tajlu Canum, e foi prima materna em primeiro grau de seu marido. Tamaspe provavelmente casou-se com ela por volta da época da morte de seu pai Ismail I. Ela tornou-se sua principal esposa e deu-lhe dois filhos, Maomé Codabanda, que nasceu em 1532, durante os primeiros anos da regência de Xamlu-Ustalju, quando Tamaspe tinha apenas 18 anos, e Ismail II, que nasceu em 1537. Sultanum tinha uma corte real independente e seu vizir foi Cuaja Ibraim Calil. Ela manteve o tiul (tiyul) e mucarariate (muqarariyat, alocação fixa perpétua) pago em terras do Coração Ocidental.